# Illa Bacalao

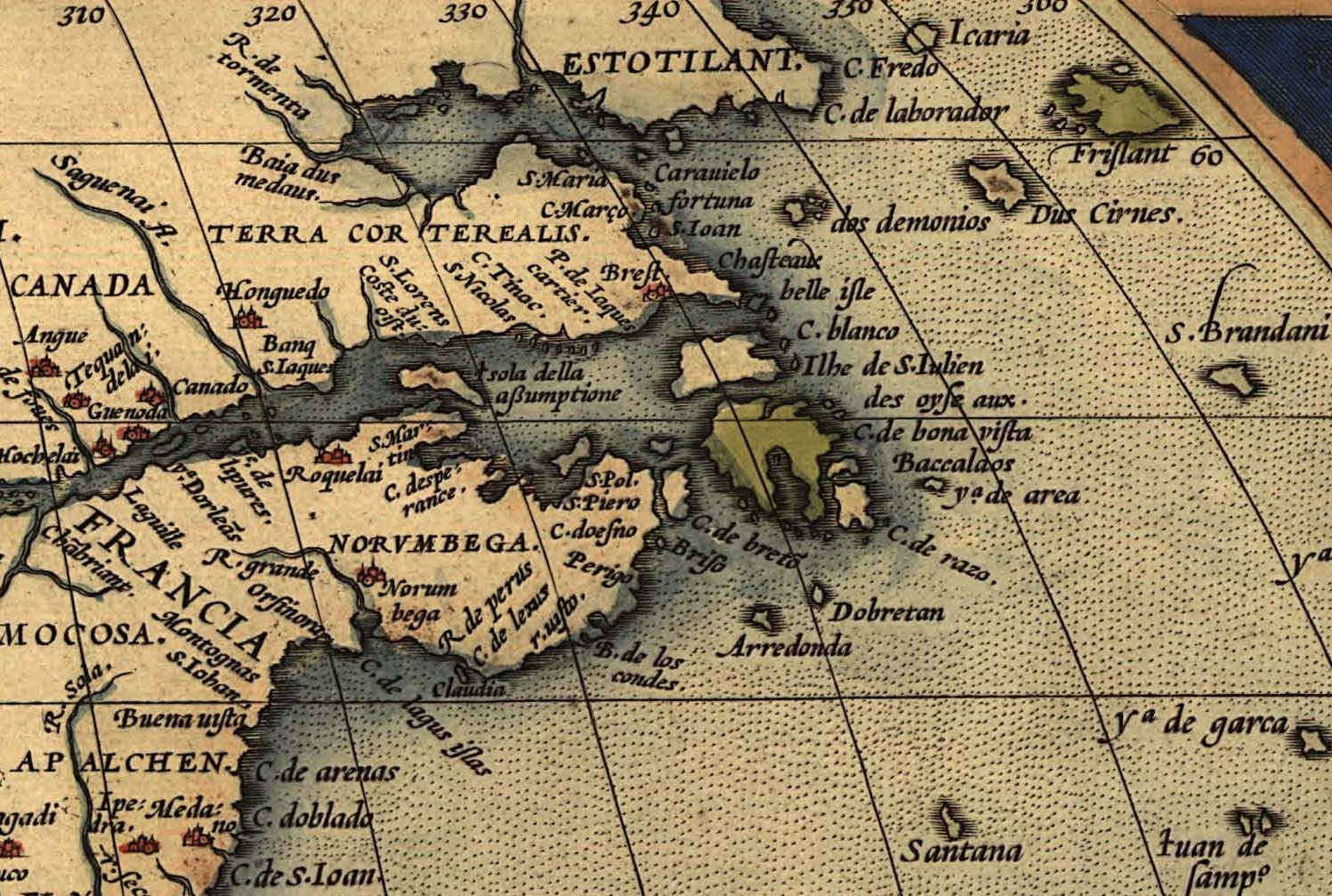
Mapa cartogràfic on s'esmenta l'illa Bacalo davant les costes de Terranova.

L'illa Bacalao (també anomenada Bachalaos, Bacalhau, Bacalhaus, Bacalaieu i Baccalar) es tracta d'una illa fantasma representada en mapes del segle XVI al sector occidental de l'oceà Atlàntic Nord, en les proximitats de Terranova. El nom, que al·ludeix al peix bacallà, abundant en aquesta part de l'oceà, apareix en un mapa per primer cop el 1508, però, hi ha mencions anteriors d'aquesta presumpta illa.
El 1472 el rei de Portugal va instruir al navegant João Vaz Corte Real perquè, salpant des de les Açores, descobrís les Terras do Bacalhau. D'altra banda, el frare espanyol Bartolomé de las Casas va deixar escrits en els quals fa una relació dels viatges portuguesos que intentaven descobrir la Terra del Bacalhao, cosa que ha suggerit que possiblement Corte Real va haver de veure el continent americà algunes dècades abans que Cristòfor Colom.
En l'actualitat al Canadà, a poques milles nàutiques al nord-est de la península d'Avalon de la gran illa de Terranova, hi ha una petita illa anomenada Baccalieu.

## Miscel·lània
- The Cliffs of Baccalieu (Els Cingles del Bacallà) és el nom d'una cançó de T. Whiters que explica el naufragi d'un vaixell durant una tempesta a les costes d'aquesta illa.